# Рівнинне
Рівни́нне — селище в Україні, у Калинівській міській територіальній громаді Хмільницького району Вінницької області. Населення становить 274 осіб.

## Географія
Селищем протікає річки Вила і Глибокий Яр, права притока Десни.

## Історія
Спочатку село мало назву Куравська слобідка. До 1986 року існувало як поселення відділку "Калинівський" Корделівського елітно-насіннєвого радгоспу. 1986 року було перейменовано в Рівнинне з наданням статусу окремого населеного пункту.
У серпні 2015 року селище увійшло до складу новоствореної Калинівської міської громади.
12 червня 2020 року, відповідно до Розпорядження Кабінету Міністрів України № 707-р, «Про визначення адміністративних центрів та затвердження територій територіальних громад Вінницької області», увійшло до складу Калинівської міської громади.
19 липня 2020 року, в результаті адміністративно-територіальної реформи і ліквідації Калинівського району, село увійшло до складу новоутвореного Хмільницького району.